# Maurice Matieu
Maurice Matieu (* 11. März 1934 in Paris; † 17. Juni 2017 in Saint-Denis-le-Gast, Manche) war ein französischer Kunstmaler, Buchautor und Herausgeber.

## Biographie
Maurice Matieu, noch nicht dreißigjährig, begann seine Karriere als Mathematiker am Collège de France in der Forschergruppe um Francis Perrin und an der Wissenschaftlichen Hochschule von Jussieu. Der Algerien-Krieg brachte ihn jedoch dazu, aus der Universitätskarriere auszusteigen. Ohne auf die mathematische Disziplin ganz zu verzichten, widmete er sich ab 1959 der Malerei. 1965 hatte er seine erste Ausstellung in der Galerie Maeght "Fünf Maler und ein Bildhauer", über die der französische Philosoph Alain Badiou einen Artikel in der Revue Derrière le miroir schrieb. Es folgten diverse individuelle und kollektive Ausstellungen sowohl in Frankreich als auch im Ausland. Matieu war Autor und Herausgeber mehrerer Bücher.
Maurice Matieu arbeitete und lebte in der Normandie, wo er am 17. Juni 2017 in Saint-Denis-le-Gast starb.

## Malerei und Politik

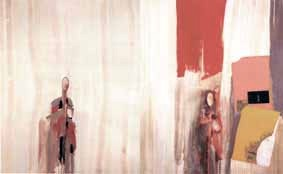
Maurice Matieu – Die Unmöglichkeit, den Krieg zu malen

Ab Mai 1968 stellte Maurice Matieu die Herstellungs- und Verbreitungsformen künstlerischer Werke in Frage und nahm im Jahr 1972 zusammen mit den Künstlern des Salon de la jeune peinture und dem Front des artistes plasticiens am Protest gegen die Ausstellung Douze ans d’art contemporain en France (auch Expo-Pompidou genannt) teil. Er trug zur Gründung des Antifaschistischen Kollektivs innerhalb des Salon de la jeune peinture von 1975 bei und arbeitete 1976–1977 mit dessen Mitgliedern aktiv darauf hin, dass das Centre Pompidou schon vor seiner Eröffnung eine autonome Kommission von Künstlern miteinbezieht.
Maurice Matieu schloss sich mit Maler- und Bildhauergruppen zusammen, um aktiv in politisches Geschehen einzugreifen; dies bot die Möglichkeit, gemeinsam neue Ausdrucksformen in Parolen und Losungen sowie in Forderungen zu suchen. So entstanden großformatige Spruchbänder für Demonstrationen zur Unterstützung der Arbeiter von Lip (1. Mai 1975), für Vietnam und etwas später zur Unterstützung der polnischen Gewerkschaft Solidarnosc.
Seine künstlerischen Aktivitäten waren auch Reaktionen auf politische Geschehnisse wie den Staatsstreich in Chile am 11. September 1973 oder den Tod von Pierre Overney am 25. Februar 1972, einem maoistischen Aktivisten. Es entstanden kollektive Werke wie das Plakat Tramoni, flic du patronat von Maurice Matieu und Claude Yvel, oder das Gemälde von Matieu L’enterrement d’Overney, das als Eigentum des damals sozialistisch orientierten Gewerkschaftsbundes CFDT im gewerkschaftlichen Ausbildungszentrum der Domaine von Bierville ausgestellt ist.
1999 nahm Maurice Matieu an einer Gruppen-Reise in den Irak teil, die im Rahmen der französisch-irakischen Freundschaft zur Unterstützung des irakischen Volkes nach dem Golf-Krieg durchgeführt wurde. Im Mai 2000 reiste er auf eigene Initiative in den Irak zur Organisation der Ausstellung Artistes contemporains irakiens im Institut du Monde Arabe (Paris, 4. Juli bis September 2000), deren Kurator er war. Diese Reise konfrontierte ihn von Neuem mit dem zutiefst politischen Thema Krieg, das sich durch sein Werk zieht, vor allem in den Bildern über den Krieg in Vietnam oder über das Massaker von Sabra und Schatila. Maurice Matieu widmete 1966 und 1967 eine Serie der Unmöglichkeit den Krieg zu malen (Impossibilité de peindre la guerre).
Anlässlich der zweihundertjährigen Feier der Französischen Revolution, erarbeiteten Gilles Aillaud und Maurice Matieu 1989 ein Projekt zur Gründung der Republik im Jahr 1793, in dessen Mittelpunkt die politische Persönlichkeit Robespierre stand. Dieses Projekt, das Dramaturgen, Schriftsteller, Maler und Bildhauer, Philosophen und Juristen zusammenführen sollte, kam nicht zur Ausführung. Es gingen jedoch das Theaterstück Le masque de Robespierre von Gilles Aillaud (1996) daraus hervor und im selben Jahr die Ausstellung von Maurice Matieu Rêver à Robespierre (vorwiegend inspiriert durch die Entdeckung der Robespierre-Totenmaske von Vivant Denon) und später der Roman Les onze von Pierre Michon (2009).

Maurice Matieu: Träume an Robespierre
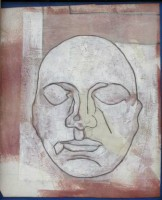
Der Preis eines Menschen 2
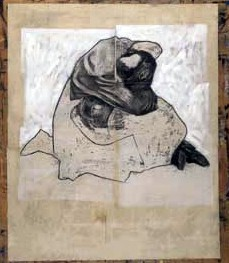
Warum duldet der Mensch Schläge?
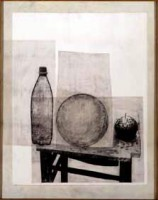
Der Preis eines Menschen 1

## Malerei und Mathematik
Die mathematischen Disziplinen waren für Maurice Matieu Achse und Grundlage seiner Überlegungen bei der täglichen Arbeit in der Malerei. Sie waren für ihn Bezug und Methode, um das Nicht-Gedachte aufzuspüren, die versteckte Ideologie, vergleichbar mit einer mathematischen Formel, die die Konstruktion einer Fläche ermöglicht. Die mathematischen Disziplinen lieferten ihm auch für seine Überlegungen und seine Werke kontinuierlich genutztes Formenmaterial: aufeinander folgende Formen, Fliesen, die eine lineare Kausalität unterbrechen, Peano-Kurven, die über alle Punkte einer Oberfläche gehen, ohne sich zu überschneiden, fünfeckige Parkettierung mit der Erfindung oder Wiederentdeckung von unregelmäßigen Polygonen, Zerlegung der ebenen Flächen, ohne eine bevorzugte Richtung zu definieren, Permutationen von Quallen, Vögeln oder Philodendron-Blättern à la Henri Matisse, Projektionen von an Stelle des Modells gesetzten Schatten, ein die Form auf- oder abbauendes Puzzle vom Vier- zum Dreieck, algebraische Gruppen und Strukturen. Ob ideologisch oder flächenfüllend, es ging ihm in jedem Fall um eine der wesentlichen Herausforderungen der Malerei: Dem Nicht-Vorhandensein eines Ordnungsbezugs auf einer ebenen Fläche etwas entgegenzusetzen.
Beispiele für den Gebrauch von operativen Tabellen einer algebraischen Struktur durch Maurice Matieu

Motive von Henri Matisse, Platzierung auf einer Ebene
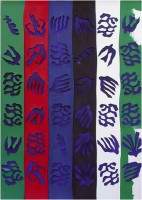
Flächenfüller, zufallsbedingt (Dezimale aus π auf Basis 6)
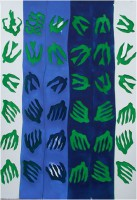
Schwache Struktur (nicht kommutative Halbgruppe)
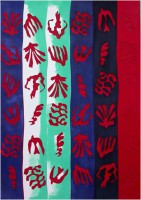
Starke Struktur (nicht kommutative Gruppe)

## Weitere tragende Themen und Motive
Das Politische, die Mathematik und die Malerei bilden ein erstes Dreieck für Maurice Matieu, aber andere Themen durchquerten sein Werk, wie zum Beispiel:
- unter den Schattenbildern das von Jean-Paul Sartre, vor allem in der Serie Dérisoires, Jean-Paul Sartre de dos,[19] für die Philosophin Juliette Simont der in Platons Schattenhöhle zurückkehrende Philosoph;[20]
- der oder die leeren Sessel, Korb- oder Rollstuhl,[21] erscheinen vorwiegend in der Serie du Banquet,[22] und in einem Bild mit dem Titel Les Fauteuils ou la Conquête du pouvoir par le programme commun de la gauche (Die Sessel oder die Eroberung der Macht durch das gemeinsame Programm der Linken), das kurze Zeit im Grand Orient in Paris ausgestellt, dann aber zurückgezogen wurde;[23]
- die (nicht bestellten) Porträts von langjährigen Freunden oder Gesprächspartnern[24] – eine der Serien trägt den Titel Les iguanodons ou Les inutiles (Die Iguanodonten oder Die Unnützen)
- die eindringlichen weiblichen Figuren, wie in der Serie Voir Hélène en toute femme (Helene in jeder Frau sehen) oder in Les Demoiselles du quai de Loire, gleich Frauen aus Fleisch und Blut, Figuren in fremdartiger Toga, in leidender oder auch aufrechter Haltung,[25] zum Teil liebevoll betrachtet:

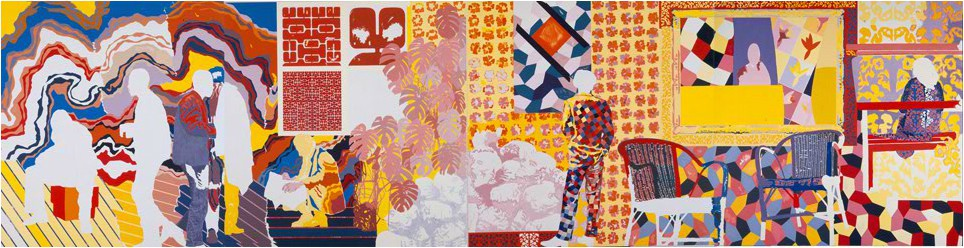
Maurice Matieu – La mirada ou la tendresse du regard (La mirada oder die Zärtlichkeit des Blickes)

## Veröffentlichungen
Neben seiner Malerei war Maurice Matieu als Herausgeber aktiv und gab anderen Artisten das Wort. Zusammen mit dem Philosophen Jean Boreil rief er 1989 im Collège International de Philosophie (Ciph) Regards sur le regard ins Leben: Treffen zwischen Philosophen und bildenden Künstlern, die anschließend in der vom Ciph herausgegebenen Revue Le cahier du collège international de philosophie (später Rue Descarte) die ständige Rubrik "Ateliers" wurde. Dort erschienen die "Ateliers" von Jean Ipousteguy, Eduardo Arroyo, Gilles Aillaud, Anselm Kiefer, Julio le Parc, Daniel Buren, Guy de Rougemont, Valerio Adami, Takis und Hervé Télémaque.
Daran anschließend erschienen La ronde ou le peintre interrogé, Gespräche mit Philippe Sergeant, von Armelle Auris (L’Harmattan, 1991), und Esthétique de l’écart, Atelier-I, ein von Armelle Auris unter verantwortlicher Leitung von Jean Boreil und Maurice Matieu erstellter Text (L’Harmattan, 1994).
Maurice Matieu war Autor oder Co-Autor mehrerer Bücher, die im Bezug zu seiner bildnerischen Arbeit stehen, vor allem: Au bord du signe (Verdier, 1981), Gedichte von Georges Herment, Zeichnungen von Maurice Matieu; Voir Hélène en toute femme (Les Empêcheurs de penser en rond, 2000) in Zusammenarbeit mit der Philosophin Barbara Cassin; La Banalité du massacre (Actes Sud, 2001) Posthume sur mesure (Editions du regard, 2007) Autobiographie par la forme (Actes Sud, 2009) La Candelaria, Gaza et autres banalités (Actes Sud, 2011) J’appellerai mon fils insurrection. Assis, debout, mit einem Text von Juliette Simont und Photographien von François Boissonnet (Actes Sud, 2014).

## Politisches Engagement
Das politische Engagement von Maurice Matieu war ein persönliches Engagement und kein parteilich gebundenes. Es hatte seine Wurzeln in der Ablehnung des Algerien-Krieges. Als Vorsitzender des Streik-Komitees der Universität Jussieu im Mai 1968 hat er versucht, jenen Ideen Vorschub zu leisten, die in den vorherigen Kämpfen nicht zum Ausdruck gekommen waren. Als Verantwortlicher der Bauernkommission innerhalb der Groupe pour la Fondation de l’Union des Communistes Français (1970) stellte er Verbindungen zwischen Bauern und Intellektuellen her. Das hat zum Erfolg des Streiks der Lohnabhängigen in der Domäne des Marquis de Rozambo in Solférino geführt und zum Treffen mit dem revolutionären Landarbeiter und Kleinbauern Claudius Descours, dem Mitbegründer des Landarbeiter-Bundes der Nièvre. Er hat beigetragen zur Organisation der Studentenbrigaden, die auf den Bauernhöfen gearbeitet und die Forderungen der Bauern oder ihrer Familien unterstützt hatten.

## Ausstellungen

### Einzelausstellungen
- 1971, Peintures et dessins de 1967 à 1971, Maison de la culture d’Orléans
- 1976, Galerie Harry Jancovici (Paris)
- 1977, Galerie Mosciki (Bruxelles)
- 1977, Galerie Théo, Madrid;
- 1978, Matieu, 1966-1977, Musée du Grand Orient, (Paris)
- 1982, Prologue de Babel, Galerie Vivian Veteau (Paris)
- 1984, Babel, le sentiment d'un regard, Musée d'art contemporain (Angoulème)
- 1984, Dérisoire, Le Méjan (Arles)
- 1985, La Mirada ou la tendresse d'un regard, Musée Puig (Perpignan)
- 1986–87, Le Banquet, Galerie Pascal Gabert (Paris) Galerie am Savignyplatz (Berlin)[29]
- 1988, Kunst Konzentriert, Europäische Kunst in Berliner Galerien (Berlin) – Galerie Altes Rathaus (Inzlingen, RFA)
- 1991, Les Demoiselles (dessins), Galerie Pascal Gabert (Paris)
- 1994, Retrospective 1964-1994, Entrepôts du quai de Loire (Paris)
- 1995–96, Robespierre, Saint Martin du Méjan (Arles)
- 1995–96, Babel et le Banquet, Abbaye de Montmajour (Arles)
- 1995–96, L'insoumission, Château du Roi René (Tarascon)
- 1996, Rêver à Robespierre, La Manufacture des œillets, Ivry;
- 1996–1997, L'abandon du politique, Galerie Pascal Gabert (Paris)
- 2000, Ecce Homo, Ecce Homines, Chapelle de la Sorbonne (Paris)
- 2001, La banalité du massacre, Voir Hélène en toute femme, Péano, Chapelle Saint-Martin du Méjan (mai-juin, Arles) et École Normale Supérieure, (septembre, Lyon)
- 2003, La banalité du massacre, Parlement Européen (avril, Bruxelles)
- 2004, Les fleurs bêtes, La Maison de la Bibliophilie (Paris)
- 2005, Maurice Matieu, Galerie am Savignyplatz (Berlin)
- 2007, Ecce homines Ecce homo, Rêver à Robespierre, Musée d’Ixelles (Bruxelles)
- 2007, Animal à deux pattes sans plumes, Galerie J. Bastien (Bruxelles)
- 2009, Animal sans plume à deux pattes de Diogène à Samuel Beckett, Chapelle du Méjan (Arles)
- 2010, Deleuze. Matisse. Beckett, Musée d’art moderne (Collure)
- 2010–2011, Ombres, Musée d'art moderne (Collure)
- 2012, La Calandéria, Gaza et autres banalités, Chapelle du Méjan (Arles)
- 2014, J'appelerai mon fils insurrection Assis Debout, Chapelle Saint-Laurent (Arles)
- 2017, La ronde, l'inoubliable joie de vivre, Usine Utopik (Tessy-Bocage).

### Kollektivausstellungen
- 1965, Cinq peintres et un sculpteur, Galerie Maeght (Paris)
- 1966–1967–1969–1974, Salon de mai (Paris)
- 1968, Journées des intellectuels pour le Vietnam, Hall d’exposition de la Porte de Versailles (Paris)
- 1972–1973–1974–1976, Salon de la Jeune Peinture (Paris)
- 1975, Pavillon d’Europe, mit Aillaud, Monory Erro Ipousteguy (Séoul)
- 1976, Dies anos de Galeria Theo, Galerie Théo (Madrid)
- 1976, Peintures au congrès de la CFDT mit Balmes Cueco, Le Parc, Netto, Pignon-Ernest, Rancillac (Annecy)
- 1978, Exposition internationale pour la Palestine, Université Arabe de Beyrouth (Beyrouth)[30]
- 1979, Encrage-Passage, lithographies originales de l’Atelier Franck Bordas, avec Rougemont, Galerie Le dessin (Paris)
- 1985, Dissonances, mit Gilles Aillaud, Guy de Rougemont, Torroni (Arles)
- 1986, Sartre et ses peintres, mit Calder, Giacomette, Lapoujade, Masson, Miro, Rebeyrolles, Wols, Musée d'art moderne (Londres)
- 1987, Sartre et l'arte, Villa Médicis (Rome)
- 1988, Le corps et ses images, Maison de la culture (Saint Michel sur Orge)
- 1991–1994–1996–1999–2001, Galerie Pascal Gabert (Paris)
- 1997, Autour d'Aimé Césaire, Palais de l’UNESCO (Paris)
- 1997, Autour d'Aimé Césaire, (Musée d’art moderne de Fort de France; Rio de Janeiro; Sao Paulo)
- 2014, Mano a Mano, avec Eduardo Arroyo, Le Capitole (Arles)

### Ausstellungsorganisationen
- Dissonances, Le Méjan (Arles, 1985)
- Artistes contemporains irakiens, Institut du Monde Arabe (Paris, 4 juillet-10 septembre 2000).[10]

## Bibliographie

### Gespräche mit Maurice Matieu (Veröffentlichungen und Radio-Interviews)
- Nicole Mathieu, Maurice Matieu: inventer un rapport entre peinture, mathématiques et politique ?, propos recueillis par Nicole Mathieu. Natures Sciences Sociétés, Band 16, Nr. 1, 2008, S. 52–56.
- Jean-Claude Meunier: Entretiens avec Matieu. Editions Verdier, 1984.
- Armelle Auris, Maurice Matieu, Philippe Sergeant: La ronde, ou, Le peintre interrogé. L’Harmattan, 1999.
- François Dérivery.
- France Culture: « A voix nue », 12.–15. Dezember 1989.
- France Culture: Entretien avec Abdelwahab Meddeb « Culture d’Islam », 27. März 2005.

### Texte über Maurice Matieu
- Dans Posthume sur mesure, Regard, 2006, ISBN 978-2-84105-209-7.
  - Alain Badiou: «L'avenir du portrait», S. 51.
  - Joan Borreil: «Première lettre à Matieu», S. 143 und «Deuxième lettre à Matieu», S. 159.
  - Barbara Cassin: «Un mathématicien est un peintre est un peintre est un peintre», S. 25.
  - Stéphane Douailler: «Entretien avec Stéphane Douailler», S. 7;
  - Abdelwahab Meddeb: «Ode pour Matieu», S. 79.
  - Jacques Rancière: «L'ombre d'un philosophe», S. 87.
  - Philippe Sergeant: «Rencontre», S. 105 und «Mourir doit être une expérience passionnante», S. 139;
  - Juliette Simont: «Une sombre protestation pensante», S. 33.
  - Pierre Verstraeten: «Le mystère Matieu», S. 115.
- Jean Borreil: Ces fauteuils, nous dit le titre, seraient ceux d'un banquet, Galerie Pascal Gabert, 1986.
- Jean Borreil: Les Demoiselles: Lettres de Joan Borrell à Maurice Matieu, Musée d’Art Moderne, 1994.
- Jean Borreil: Dissonances: Aillaud, Matieu, Rougemont, Toroni, Actes Sud, 1985.
- Stéphane Douailler: Maximilien Robespierre, moulages 2, revue La Mazarine, automne 2000;
- Luis Fabrega: Matieu el arte como veraz espejo, Guadalimar Revista bimestral de las artes. 1977, S. 54–55.
- Jean-Clet Martin: Le dérobement d'Hélène, in Figures des temps contemporains, Kimé, 2001.
- Philippe Sergeant: Maurice Matieu: L'insoumission, Actes Sud, 1995.
- Juliette Simont: La pensée muette. À propos de la peinture de Maurice Matieu, Les Temps Modernes, Nr. 627, 2004, S. 297–302.
- Matthias Tripp: Maximilien Robespierre: pour Maurice Matieu, Saint-Martin du Méjan, Arles, Actes sud, 1995.
- Patrick Vauday: Maurice Matieu: l'ombre de l'égalité, Les Temps Modernes, Nr. 660, 2010, S. 82–87.
- Patrick Vauday: Vauday, Art et politique: Courbet et Matieu, revue La Mazarine, 2000.

### Veröffentlichungen von Maurice Matieu (als Autor, Co-Autor oder für den Text verantwortlich)
- Georges Herment, Maurice Matieu: Au bord du signe. Verdier, 1981, ISBN 2-86432-015-0.
- Armelle Auris (Hrsg.): Ateliers. Esthétique de l'écart. L'Harmattan, 1994, ISBN 2-7384-2416-3 (250 S., Texte établi par Armelle Auris, sous la responsabilité de Jean Borreil et Maurice Matieu).
- Barbara Cassin, Maurice Matieu, Philippe Pignarre, François Boissonnet: Voir Hélène en toute femme. Les empêcheurs de penser en rond, 2000, ISBN 2-7427-3287-X.
- Maurice Matieu: La banalité du massacre, suivi de la lettre de Paul Cézanne à Felix Klein et autres textes. Acte sud, 2003, ISBN 2-7427-4364-2.
- Maurice Matieu: Sous X Illustration de Barbara Cassin, suivi de "Matieu, l'absent" de Philippe Sergeant. Actes Sud, 2009, ISBN 978-2-7427-8285-7.
- Maurice Matieu: Autobiographie par la forme. Actes Sud, 2014, ISBN 978-2-7427-9778-3.
- Maurice Matieu: La Candélaria, Gaza et autres banalités… suivi de Antonin Artaud Chiote à l’esprit. Actes sud, 2014, ISBN 978-2-330-03228-9.